# فيليب هيرشكوفيتز
فيليب هيرشكوفيتز (بالإنجليزية: Philip Hershkovitz)‏ (12 أكتوبر 1909 - 15 فبراير 1997) هو عالم ثدييات أمريكي، ولد في بتسبرغ، ودرس في جامعات بتسبرغ وميشيغان وعاش في أمريكا الجنوبية على جمع الثدييات. في عام 1947م، عُين قيّما على متحف التاريخ الطبيعي في شيكاغو واستمر في العمل هناك حتى وفاته. وقد نشر الكثير عن الثدييات في المنطقة النيوتروبيكية، خصوصًا الرئيسيات والقوارض، ووصف حوالي 70 نوعًا جديدًا وتحت نوع من الثدييات. وهناك الكثير من الأنواع سُميت باسمه.

## عمله بالبحث
هيرشكوفيتز نشر أبحاثًا ممتدة عن علم الأحياء على كل من الرتب الإثنى عشر للثدييات النيوتروبيكالية، مُركزًا في عمله على التصنيف والجغرافية البيولوجية. لقد كتب 164 بحثًا، بما فيها دراسات واسعة ومساهمات أصغر، وقدم وصفًا لعدد 67 نوعًا جديدًا و13 جنسًا.